# Le Lombard

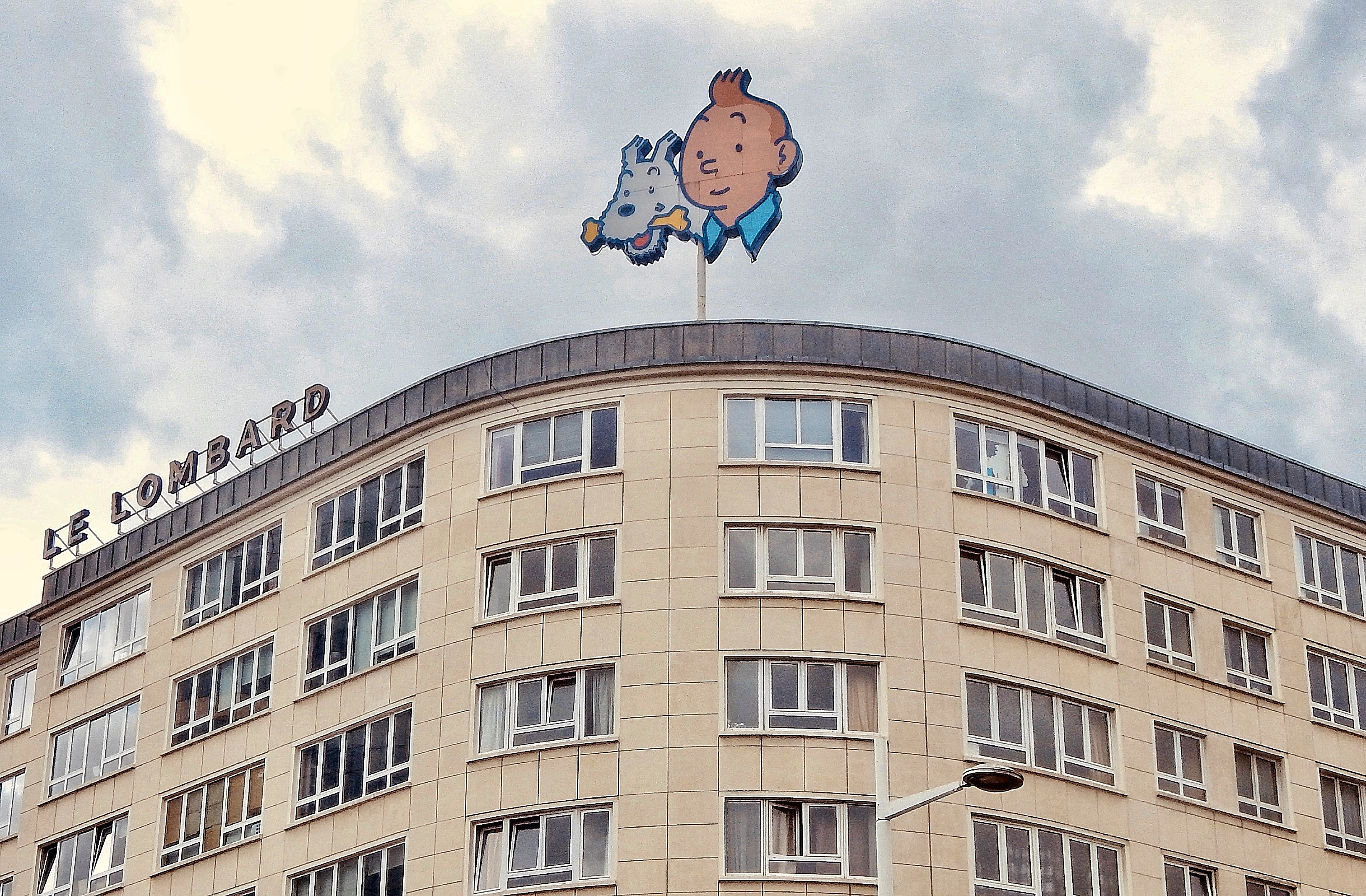
Verlagssitz in Brüssel

Le Lombard oder Lombard Editions ist ein belgischer Comicverlag, der 1946 gegründet wurde, als das Magazin Tintin erstmals erschien. Le Lombard ist seit 1986 Teil von  Média-Participations. Zu dieser Gruppe gehört auch Dargaud und Dupuis.

## Geschichte
Les Éditions du Lombard wurde 1946 von Raymond Leblanc gegründet.
Weil Leblanc eine Jugendzeitschrift verlegen wollte und sich für Tim und Struppi (französisch: Tintin) entschied, ging sein Kollege André Sinave zum Tim-&-Struppi-Schöpfer Hergé.
Dieser arbeitete wegen des Krieges bei Le Soir. Nach einem Gespräch mit seinem Freund Edgar Pierre Jacobs waren sich alle einig und so erschien am 26. September 1946 die erste Ausgabe von Tintin.
Ab 1950 begann der Druck von Comicalben, etwa 100 Stück pro Jahr werden publiziert. 1986 erwarb Média-Participations den Verlag.

## Comicserien (Auswahl)
- Andy Morgan
- Benni Bärenstark
- Bob Morane
- Bruno Brazil
- Buddy Longway
- Comanche
- Cubitus
- Dan Cooper
- I.R.$.
- Johann und Pfiffikus
- Jonathan
- Leonardo
- Percy Pickwick
- Rick Master
- Die Schlümpfe
- Thorgal
- Vasco
- Yakari